# Cophocerotis sobria
Cophocerotis sobria là một loài bướm đêm trong họ Geometridae.